# Alonso Urdániga
Alonso Gonzalo Urdániga García (Salaverry, 30 de octubre de 1936 - 2 de abril de 2017) fue un exfutbolista peruano que se desempeñaba como delantero. 
Llegó a Sporting Cristal en 1956 y fue prestado al Carlos Concha donde hizo su debut, regresó al cuadro rimense en 1957. Jugó en el Sport Boys dos temporadas, también jugó en clubes de México.
Se retiró en el Atlético Grau en 1965.
Fue entrenador del Unión Juventud, de los Calichines de la Selección de Chimbote entre otros.

## Selección Peruana
Participó con la Selección de fútbol del Perú en la Copa América 1959 en Buenos Aires, conformando equipo con glorias del fútbol peruano: Gómez Sánchez, Loayza, Joya, Terry, Benítez y Seminario.

### Participaciones en Copas América
| Copa                         | Sede      | Resultado    | PJ | Goles |
| ---------------------------- | --------- | ------------ | -- | ----- |
| Campeonato Sudamericano 1959 | Argentina | Cuarto lugar | 2  | 0     |

## Clubes
| Club             | País   | Año         |
| ---------------- | ------ | ----------- |
| Carlos Concha    | Perú   | 1956        |
| Sporting Cristal | Perú   | 1957        |
| Sport Boys       | Perú   | 1958 - 1959 |
| CF Monterrey     | México | 1960 - 1962 |
| Unión América    | Perú   | 1962        |
| Ciclista Lima    | Perú   | 1963        |
| CF Atlante       | México | 1964        |
| Atlético Grau    | Perú   | 1965        |

## Palmarés
| Título           | Equipo     | País | Año  |
| ---------------- | ---------- | ---- | ---- |
| Primera División | Sport Boys | Perú | 1958 |